# SubRosa
subRosa es un colectivo de artistas estadounidenses que forma parte de la historia del ciberfeminismo. Fue fundado por Faith Wilding y Hyla Willis en 1998.
El grupo combina combina arte, activismo social y política para explorar y criticar las intersecciones de la información y las biotecnologías en el cuerpo, la vida y el trabajo de las mujeres.  Se autodefine como colectivo de arte feminista mutable (cibernético).
Desde su fundación en 1998, subRosa ha desarrollado prácticas situadas, transdisciplinarias, performativas y discursivas que crean entornos abiertos donde los participantes se involucran con objetos, textos, tecnologías digitales y experiencias críticas de aprendizaje interactuando entre sí y con los artistas.

## Manifiesto subRosa
El nombre de subRosa rinde homenaje a las pioneras feministas en arte, activismo, trabajo, ciencia y política: Rosa Bonheur, Rosa Luxemburgo, Rosie the Riveter, Rosa Parks y Rosie Franklin. SubRosa es una célula reproducible ciberfeminista de investigadoras culturales comprometidas en la combinación del arte, el activismo y la política para explorar y criticar los efectos de las intersecciones de la nueva información y las biotecnologías en el cuerpo, la vida y el trabajo de las mujeres. subRosa produce obras de arte, campañas y proyectos activistas, publicaciones, intervenciones en los medios y foros públicos que hacen visibles los efectos de las interconexiones de tecnología, género y diferencia ; feminismo y globalización ; nuevas tecnologías biológicas y médicas y salud de la mujer; y las condiciones cambiantes de trabajo y reproducción para las mujeres en el circuito integrado. subRosa practica una política feminista encarnada situacionalmente alimentada por la convivencia, la autodeterminación y el deseo de alianzas y coaliciones afirmativas. ¡Que florezcan un millón de subRosas!

Las obras de arte de subRosa se pueden encontrar en espacios como: ArtUp, Bootlab, Mass Moca y Amarika.